# Shinkansen E5 và H5 Series
E5 series (Nhật: E5系 Hepburn: E5-kei) và H5 series (Nhật: H5系 Hepburn: H5-kei) là hai dòng tàu cao tốc Shinkansen của Nhật Bản được chế tạo bởi Hitachi Rail và Kawasaki Heavy Industries.
Dòng tàu cao tốc E5 do Công ty Đường sắt Đông Nhật Bản (JR East) vận hành và đưa vào khai thác trên tuyến Tōhoku Shinkansen từ ngày 5 tháng 3 năm 2011 và tuyến Hokkaidō Shinkansen từ ngày 26 tháng 3 năm 2016. Với tổng cộng 59 đoàn tàu (10 toa trên một đoàn tàu) đã được công ty đặt hàng, trong đó ba đoàn tàu đã đi vào hoạt động trùng vào thời điểm bắt đầu khai thác dịch vụ mới là Hayabusa đến Shin-Aomori vào tháng 3 năm 2011.
Đối với dòng tàu cao tốc H5, đây là một phiên bản biến thể của dòng E5, chúng được thiết kế, tùy chỉnh lại để có thể hoạt động ổn định trong điều kiện thời tiết lạnh giá. H5 series được vận hành bởi Công ty Đường sắt Hokkaido (JR Hokkaido). Được công ty đặt hàng vào tháng 2 năm 2014 với tổng cộng bốn đoàn tàu 10 toa được chế tạo bởi Hitachi và Kawasaki Heavy Industries, với tổng chi phí khoảng Bản mẫu:FXConvert. Vào tháng 10 năm 2014, hai trong số bốn đoàn tàu được đặt hàng trước đó đã được bàn giao để đưa vào sử dụng. Sau đó, các đoàn tàu bắt đầu được đưa vào khai thác trên tuyến Tohoku và Hokkaido Shinkansen từ ngày 26 tháng 3 năm 2016.

## Thiết kế
Công nghệ được áp dụng trên hai dòng tàu cao tốc này được phát triển dựa trên mẫu tàu thử nghiệm Fastech 360S của JR East. Tốc độ tối đa ban đầu khi đưa vào vận hành là 300 km/h (186 mph), nhưng kể từ ngày 16 tháng 3 năm 2013, khi biểu đồ chạy tàu mới được áp dụng, tốc độ đã nâng lên 320 km/h (199 mph) trên đoạn từ Utsunomiya đến Morioka thuộc tuyến Tohoku Shinkansen. Các đoàn tàu đều được trang bị hệ thống treo thích ứng được điều khiển bằng điện tử.

### H5
Việc phát triển dòng tàu H5 được dựa trên trực tiếp dòng E5 series, với sự cải tiến nhằm mục đích hoạt động tốt hơn ở những khu vực có thời tiết lạnh giá. Tốc độ tối đa khi vận hành là như nhau ở 320 km/h (199 mph), tuy nhiên, tốc độ này được giới hạn còn 260 km/h (162 mph) trên tuyến Hokkaido Shinkansen, thậm chí tốc độ được giới hạn xuống mức 160 km/h (99 mph) trên đoạn sử dụng đường ray khổ đôi khi chạy qua đường hầm Seikan dưới biển, đường hầm này kết nối đảo Hokkaido với đảo Honshu. Tất cả các toa đều được trang bị hệ thống treo thích ứng, cho phép thân tàu nghiêng tối đa 1,5 độ khi vào cua, giúp duy trì vận tốc 320 km/h ngay cả trên các khúc cua có bán kính 4.000 m (13.000 ft). Các đoàn tàu H5 còn có nhiều cải tiến để thích ứng với điều kiện khí hậu lạnh giá, bao gồm: lưỡi ủi tuyết ở đầu tàu được nâng cấp, cao su siêu bền bảo vệ các khớp nối giữa các toa, khung gầm được làm bằng thép không gỉ (thay thế cho các loại nhôm thông thường) để bảo vệ tốt hơn cho thiết bị điện tử được đặt dưới gầm tàu. Ngoài ra, nội thất của H5 series cũng có một số chi tiết thiết kế nhỏ, khác biệt so với E5 series.

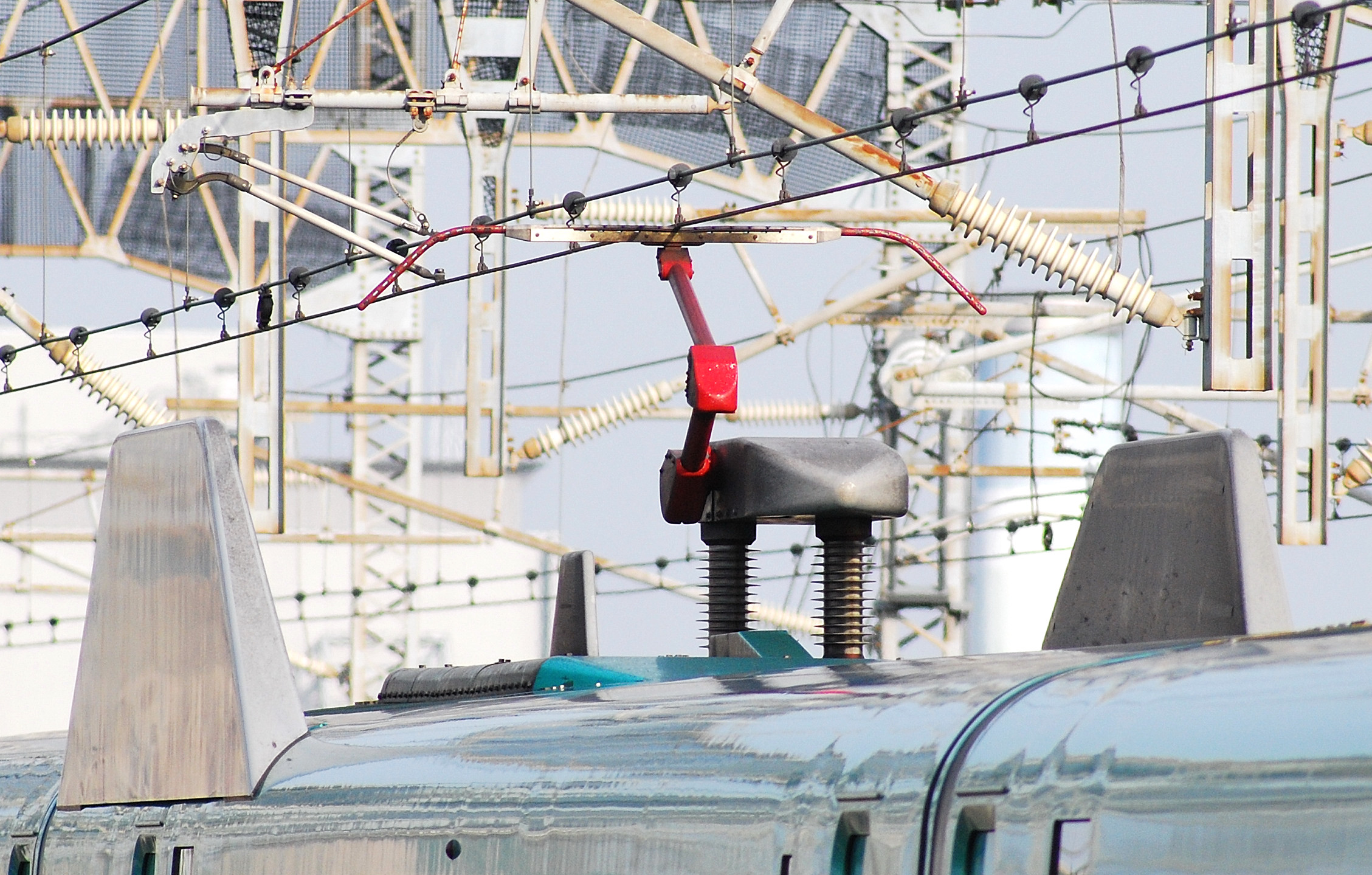
Cần tiếp điện PS208

## Hoạt động

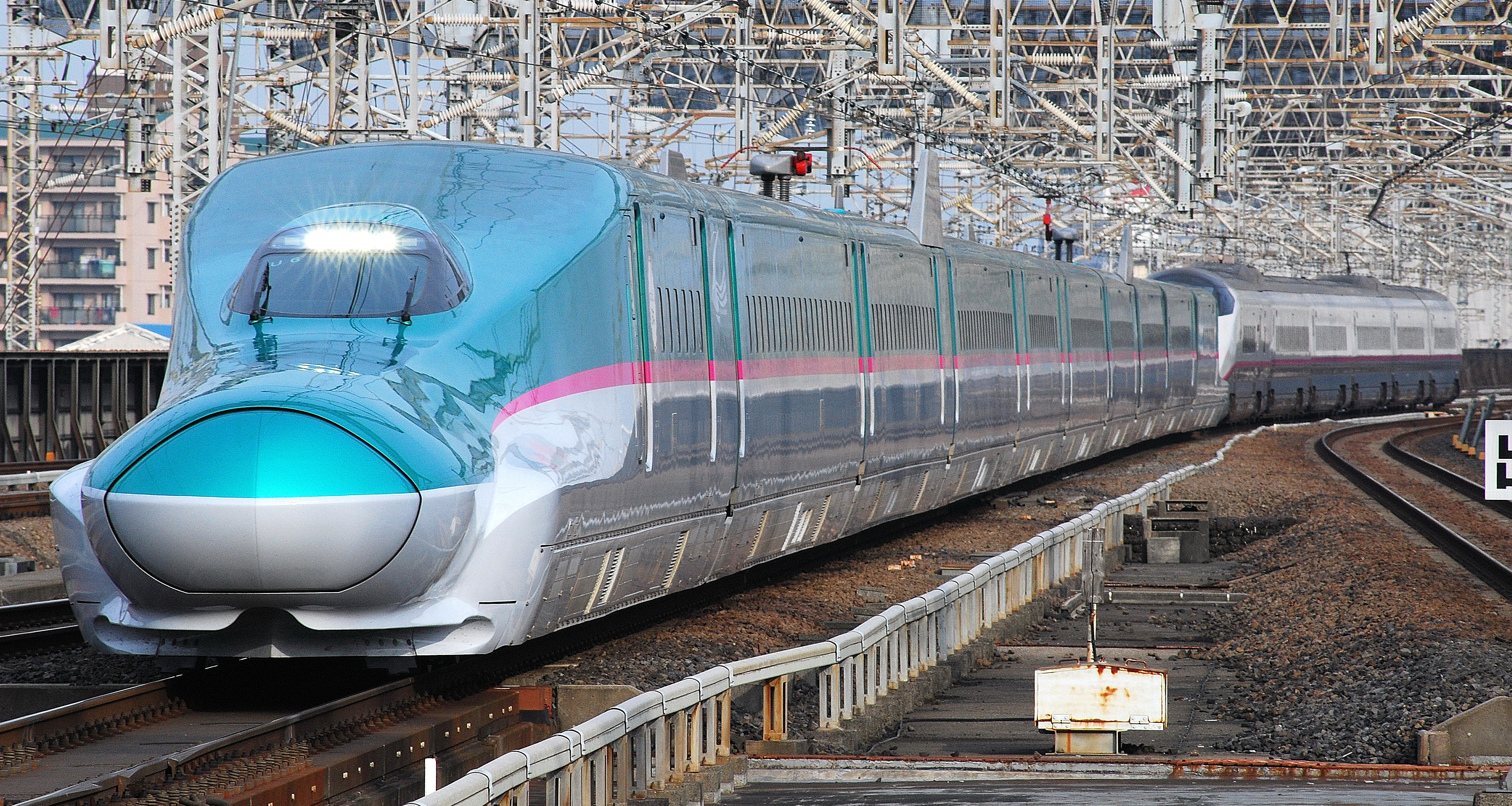
Đoàn tàu E5 series, số hiệu U6, được vận hành thông qua dịch vụ tàu Hayate, vào tháng 11 năm 2011.

Tính đến ngày 26 tháng 3 năm 2016, các đoàn tàu E5 và H5 hoạt động cùng nhau và được sử dụng trong những dịch vụ trên tuyến Tohoku và Hokkaido Shinkansen, bao gồm:
- Hayabusa
- Hayate
- Yamabiko
- Nasuno

## Ngoại thất
Thiết kế ngoại thất của các đoàn tàu được phát triển dựa trên mẫu tàu thử nghiệm Fastech 360S, với phần thân trên sơn màu xanh "Tokiwa" (常盤) và phần thân dưới màu trắng "Hiun" (飛雲), được ngăn cách bởi một đường kẻ ngang màu hồng "Hayate". Riêng ở dòng H5, phần đường kẻ ngang màu hồng "Hayate" được thay thế bằng màu tím "Saika" (彩香), được lấy cảm hứng từ những loài hoa đặc trưng của vùng Hokkaido như tử đinh hương, hoa lupin và oải hương.

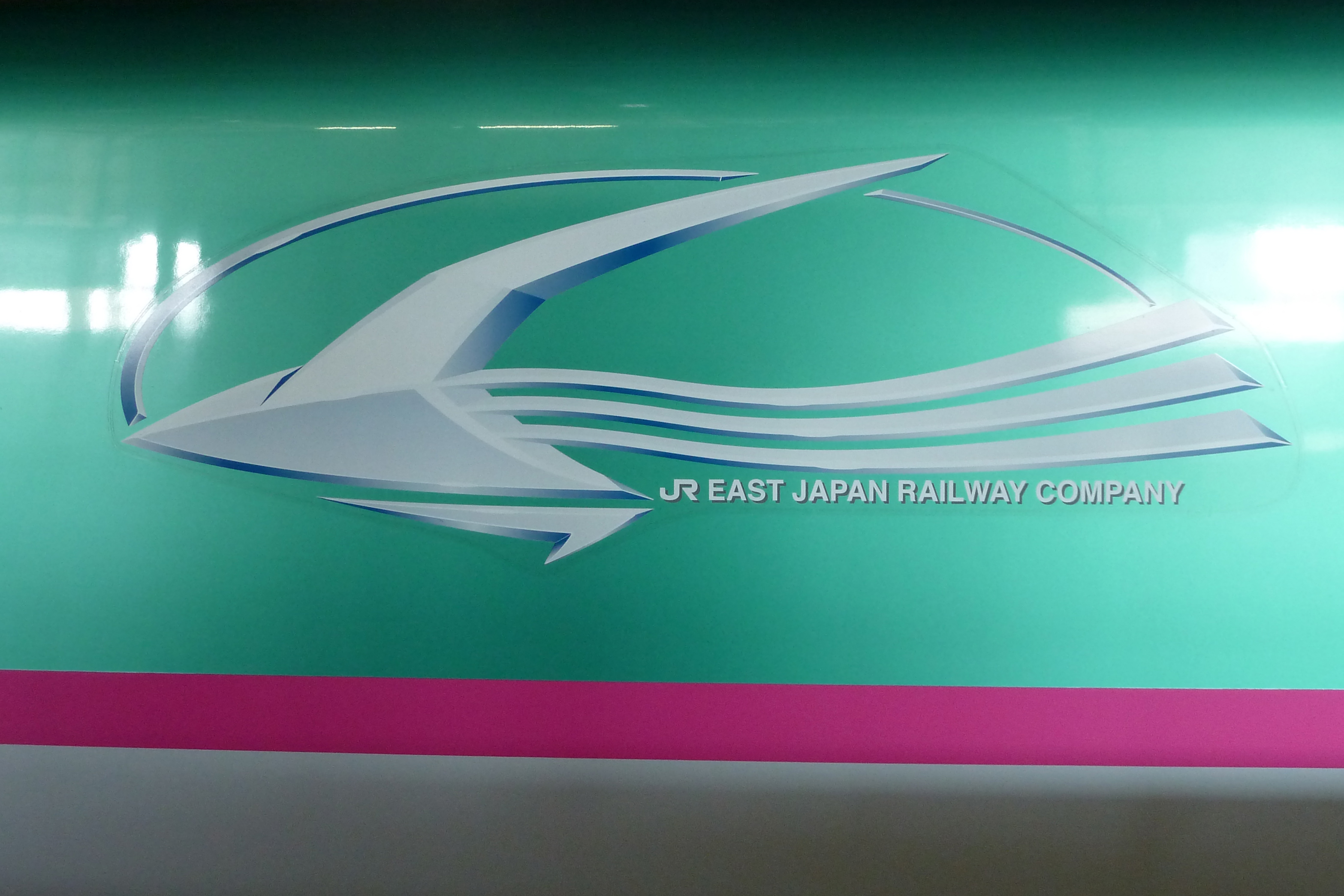
Biểu tượng “Hayabusa” bên hông thân tàu (dòng E5)
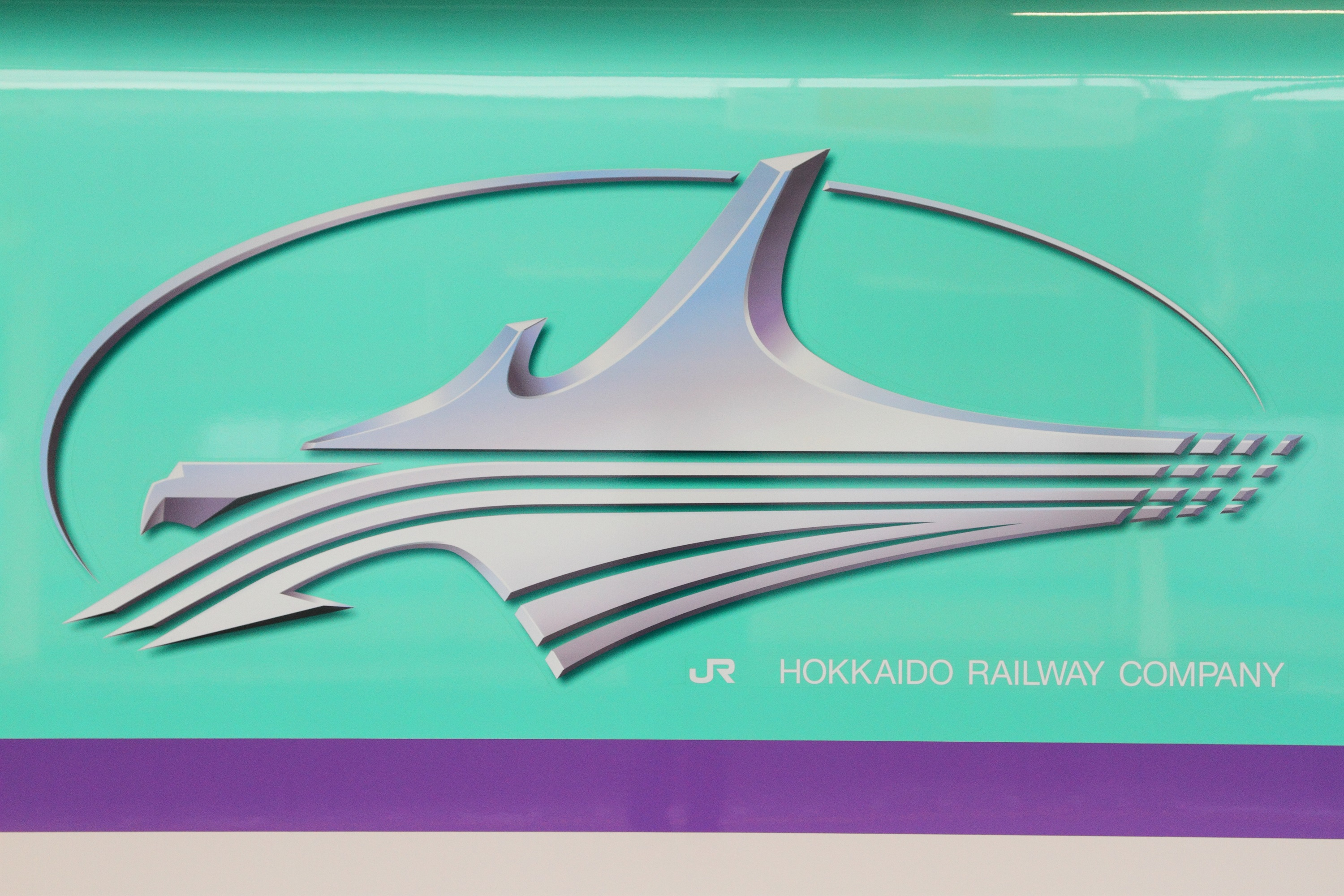
Biểu tượng bên hông thân tàu (dòng H5)
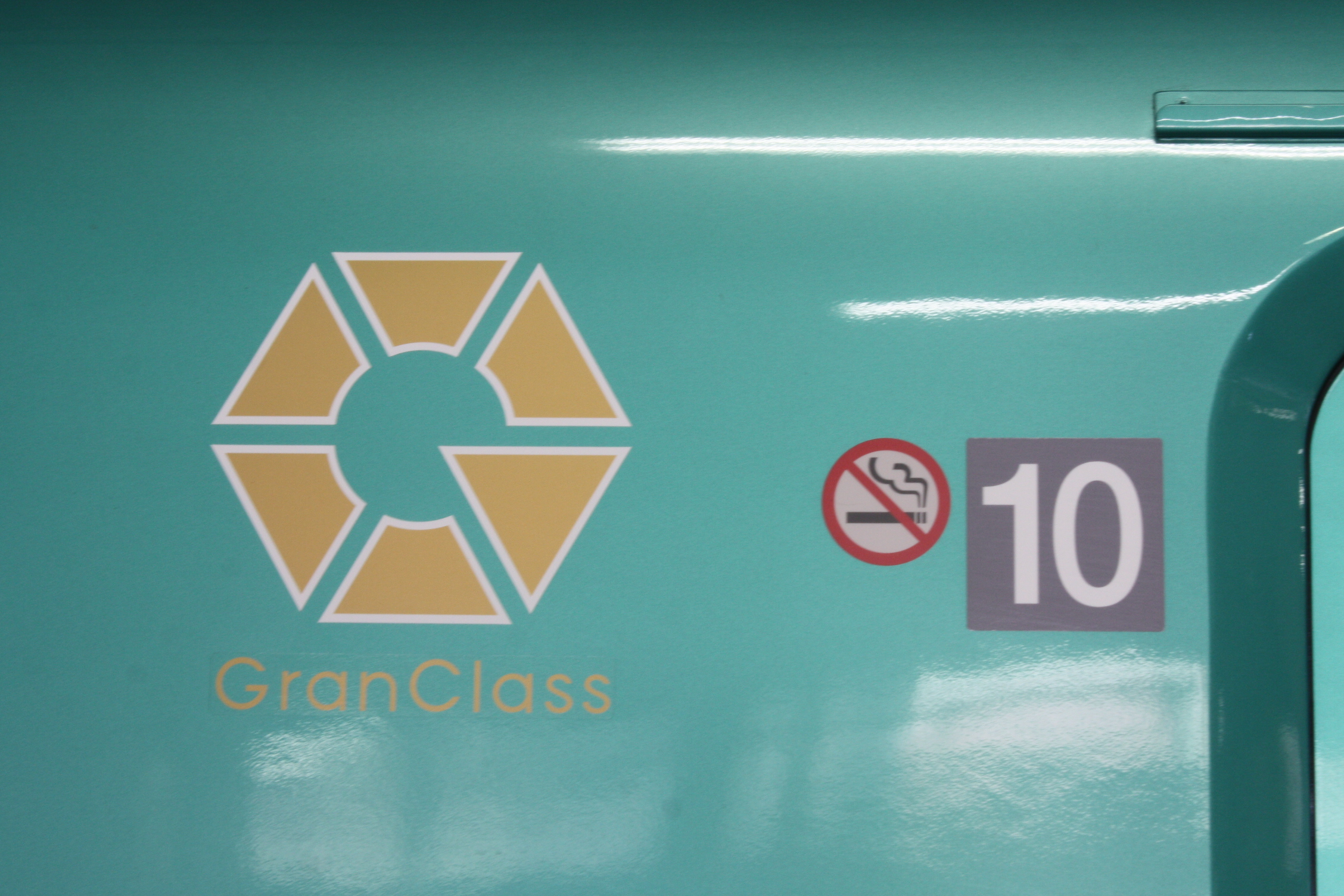
Biểu tượng “Gran Class” trên toa số 10, tháng 12 năm 2010
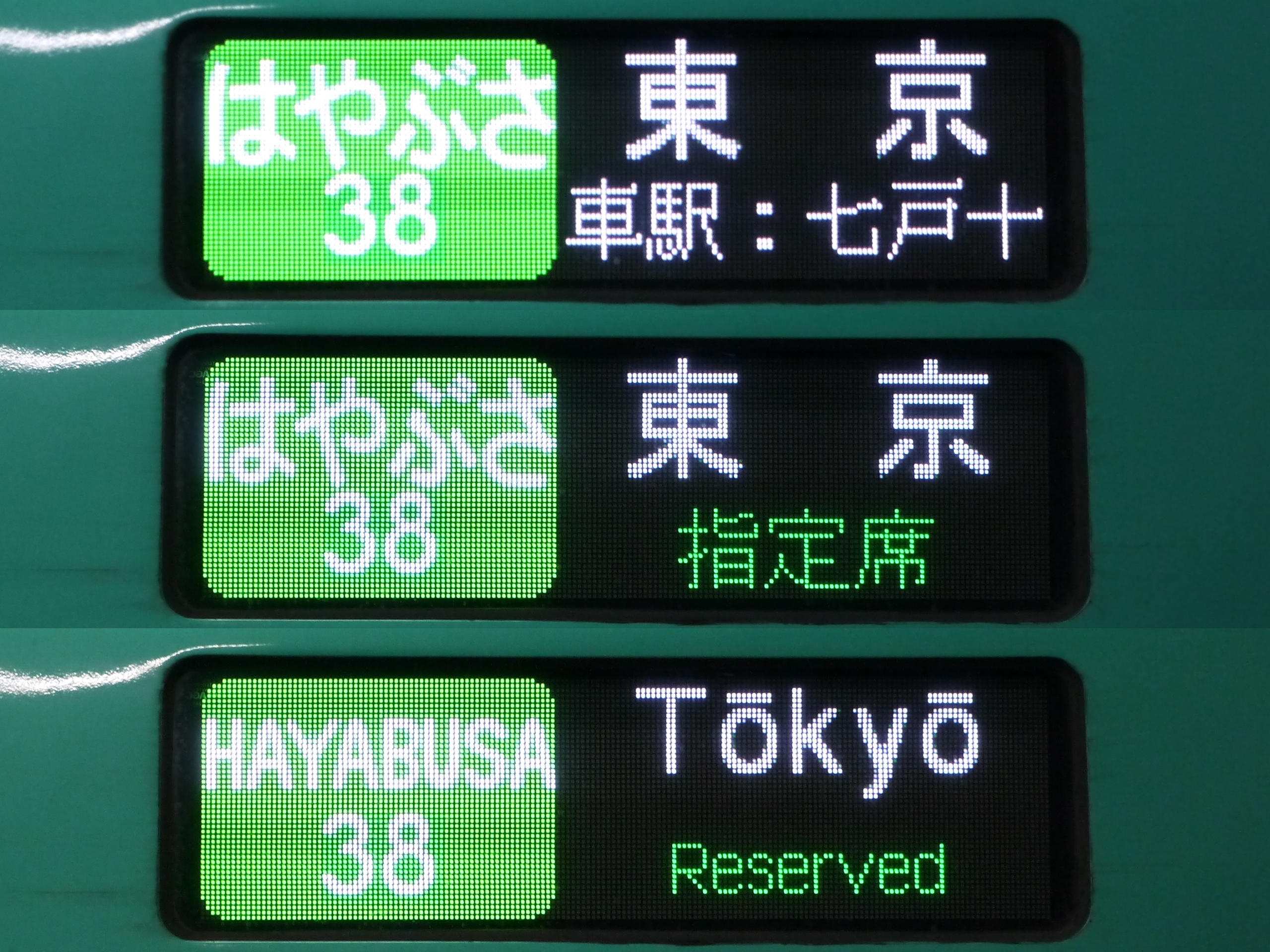
Bảng hiển thị điểm đến bằng bảng đèn LED

## Nội thất
Các đoàn tàu được bố trí ba hạng ghế, bao gồm: hạng cao cấp Gran Class (toa số 10), hạng Green (toa số 9), và hạng phổ thông (từ toa số 1 đến 8).

### Gran Class
Toa số 10 được bố trí hạng ghế "Gran Class", với 18 ghế "vỏ sò" bọc da, có thể ngả tự động, sắp xếp theo cấu hình 2+1. Ban đầu, hạng ghế này được đặt tên tạm thời là "Super Green Car". Khoảng cách giữa các ghế ở toa Gran Class là 1.300 mm (51,2 in). Mỗi ghế rộng 520 mm (20,5 in) và có thể ngả tối đa 45 độ. Đối với tàu thử nghiệm S11, ban đầu không được bố trí hạng ghế Gran Class. Thảm trải sàn ở toa Gran Class của H5 series được thiết kế màu xanh dương, với họa tiết gợi liên tưởng đến biển và các hồ nước của Hokkaido. Tất cả các ghế đều được trang bị ổ cắm điện AC.

### Green
Toa số 9 được bố trí hạng ghế "Green" (tương đương với khoang hạng nhất), bên trong được lắp đặt tổng cộng 55 ghế và được sắp xếp theo cấu hình ghế 2+2. Khoảng cách giữa các hàng ghế là 1.160 mm (45,7 in). Chiều rộng của ghế lên tới 475 mm (18,7 in) và có thể ngả tối đa 31 độ. Thảm trải sàn trong toa Green Car có màu xám đậm với những hoa văn gợi lên hình ảnh đại dương cùng với những tảng băng trôi. Toàn bộ ghế ngoài của toa Green Car trên dòng H5 series đều được trang bị ổ cắm điện AC.

### Hình ảnh

#### E5

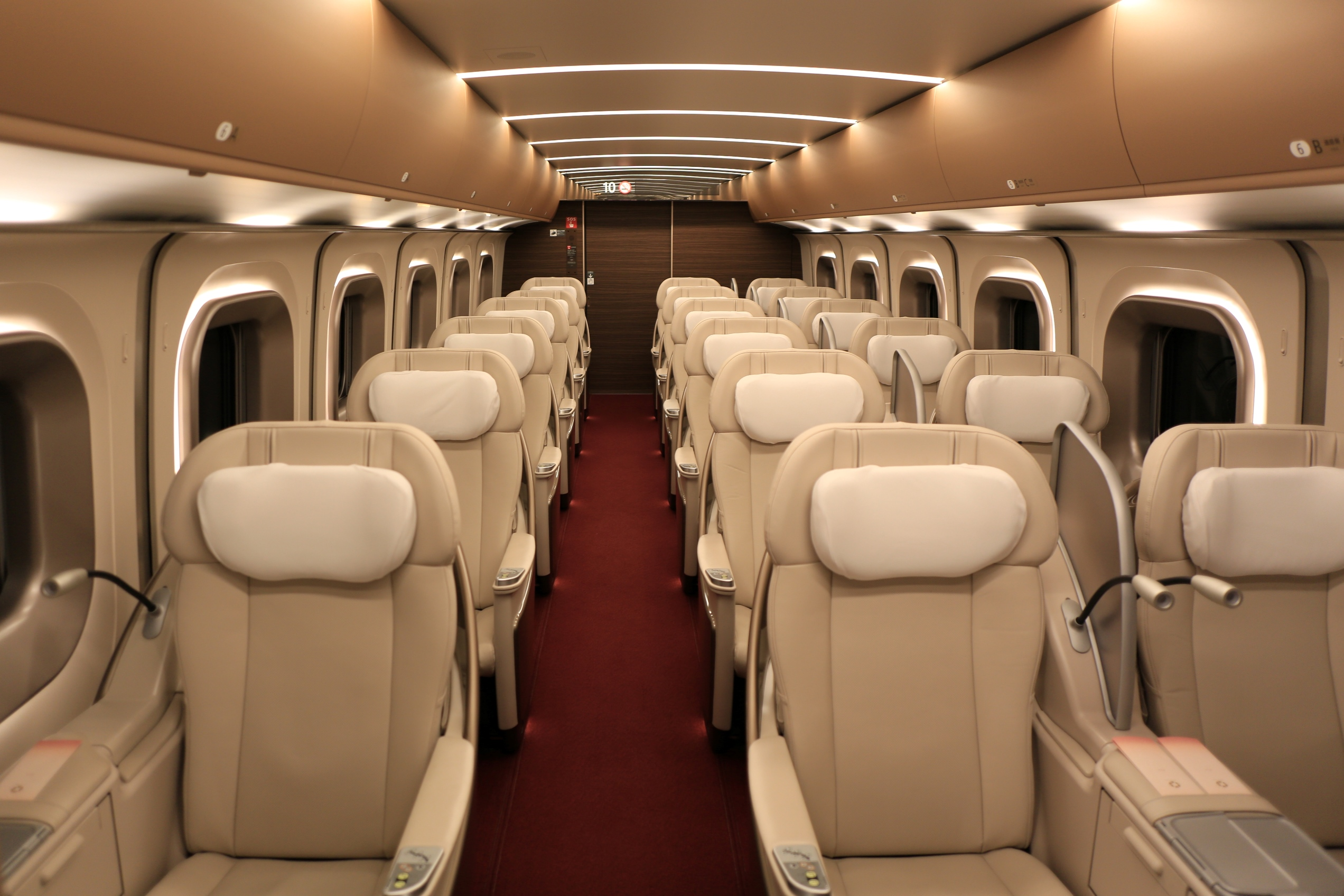
Nội thất toa E514-21 được bố trí hạng ghế Gran Class vào tháng 11 năm 2024
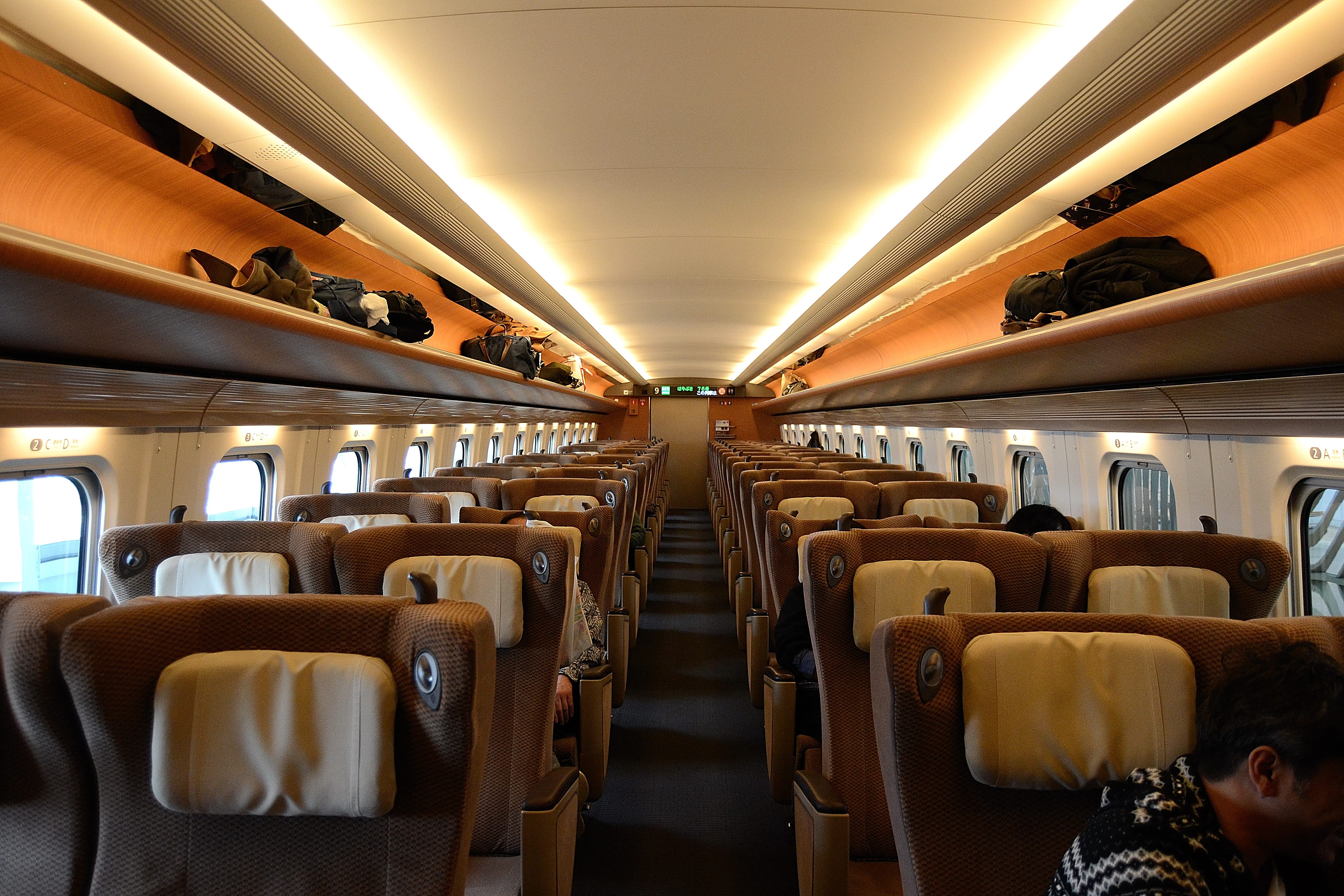
Nội thất của toa bố trí hạng ghế Green vào tháng 3 năm 2016
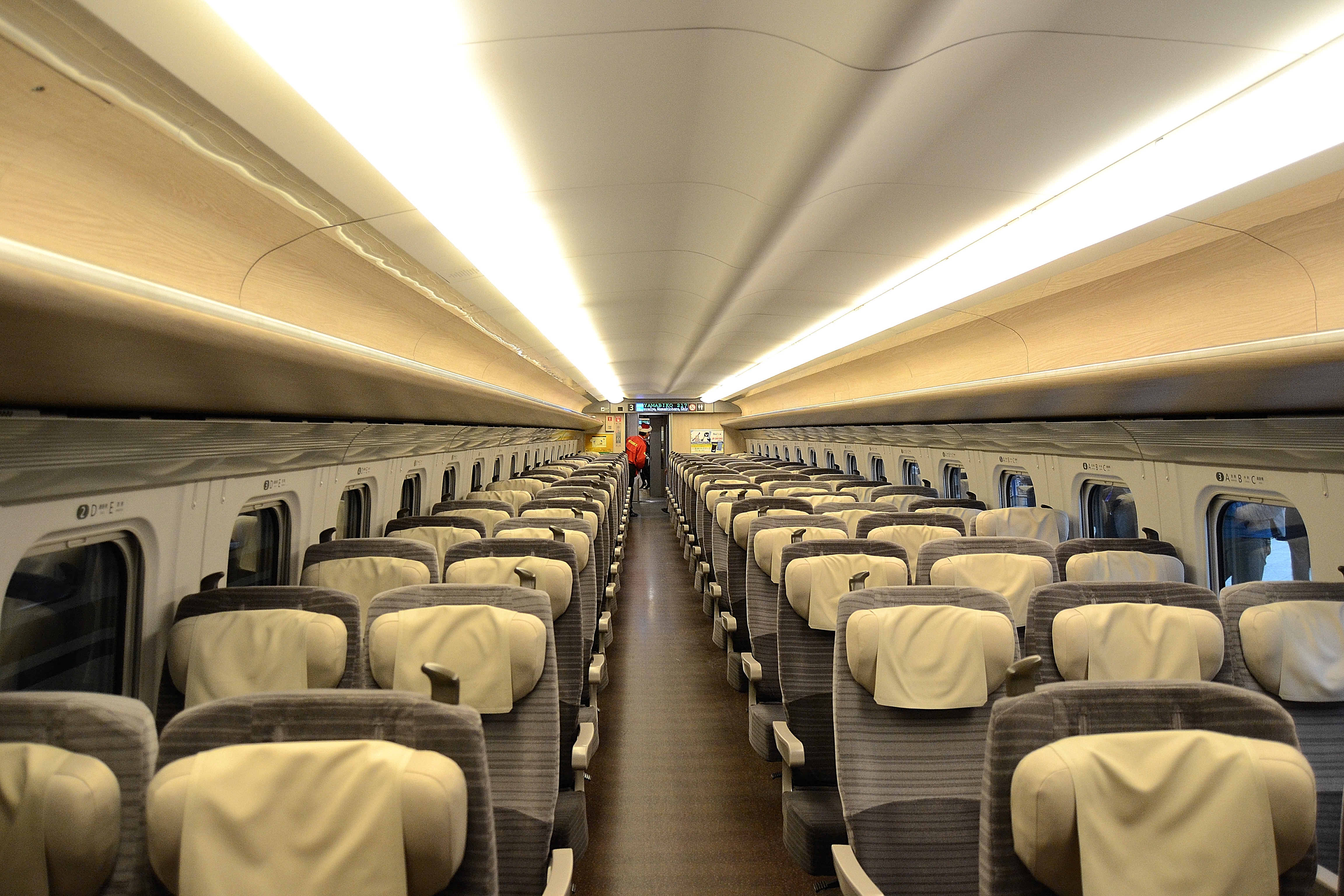
Nội thất toa hạng phổ thông (toa số 3) vào tháng 12 năm 2015
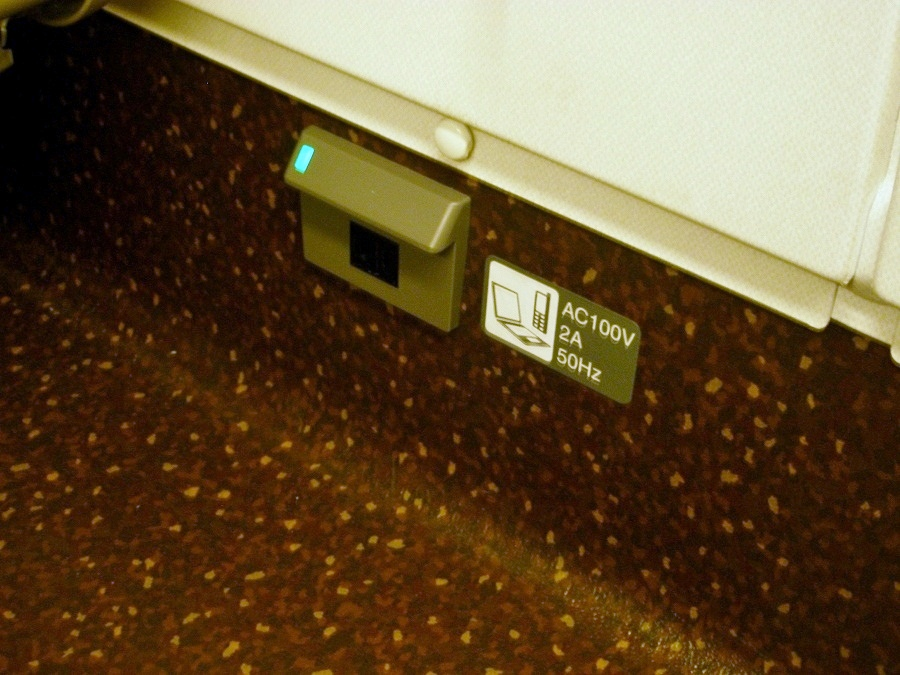
Ổ cắm điện AC được trang bị trong toa hạng phổ thông

#### H5

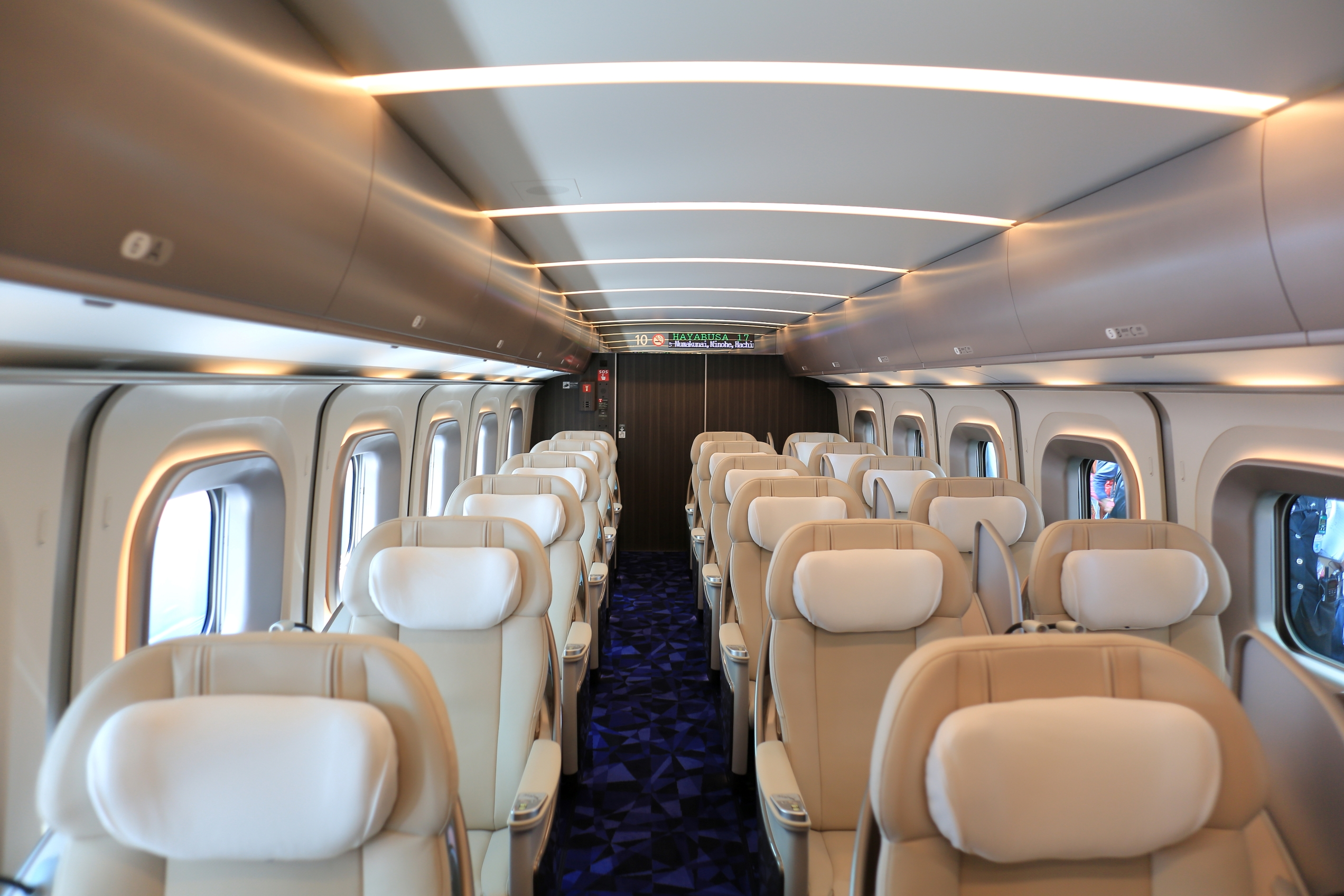
Nội thất toa H514-3 được bố trí hạng ghế Gran Class vào tháng 3 năm 2016
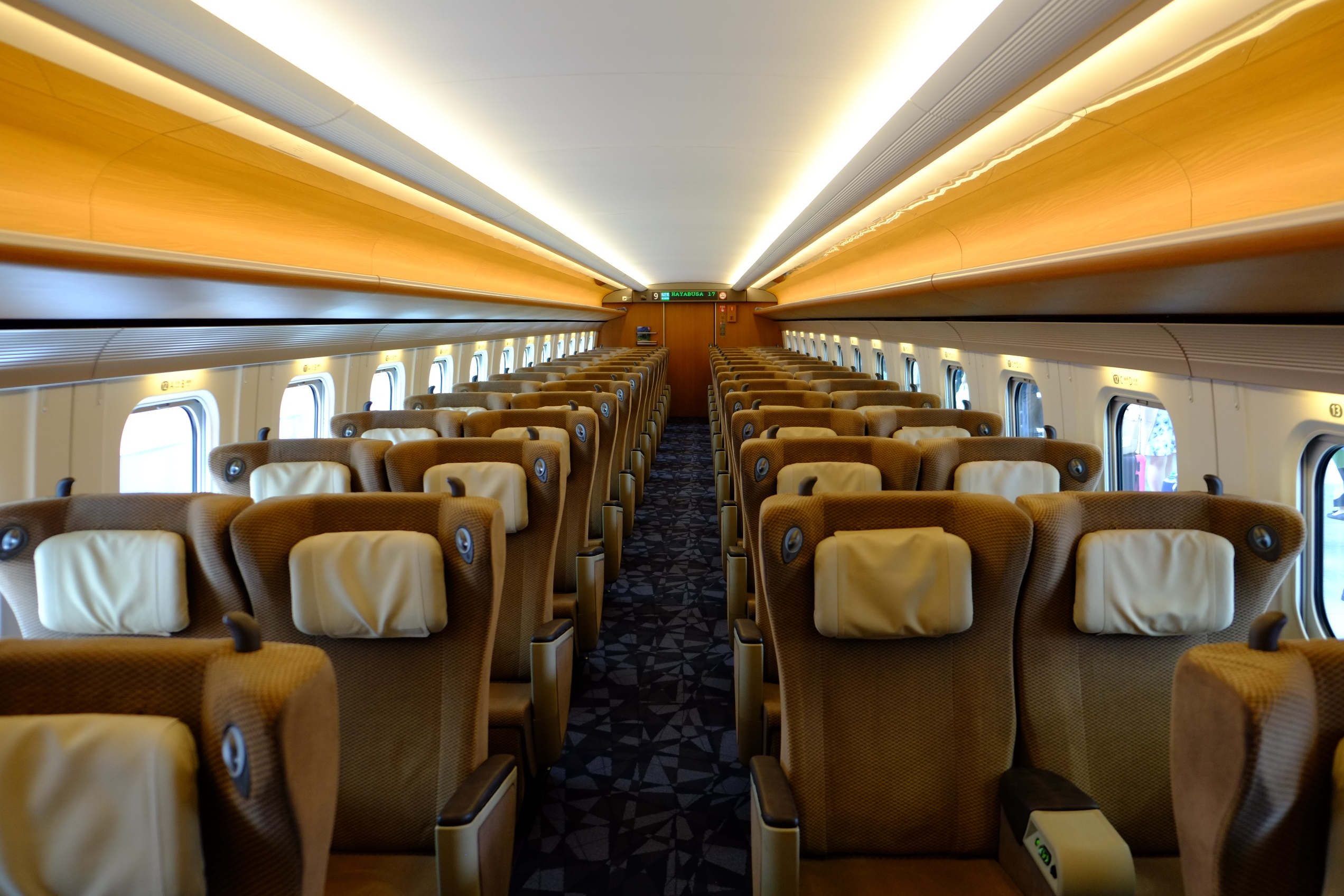
Nội thất toa H515-3, được bố trí hạng ghế Green (tháng 4 năm 2016)
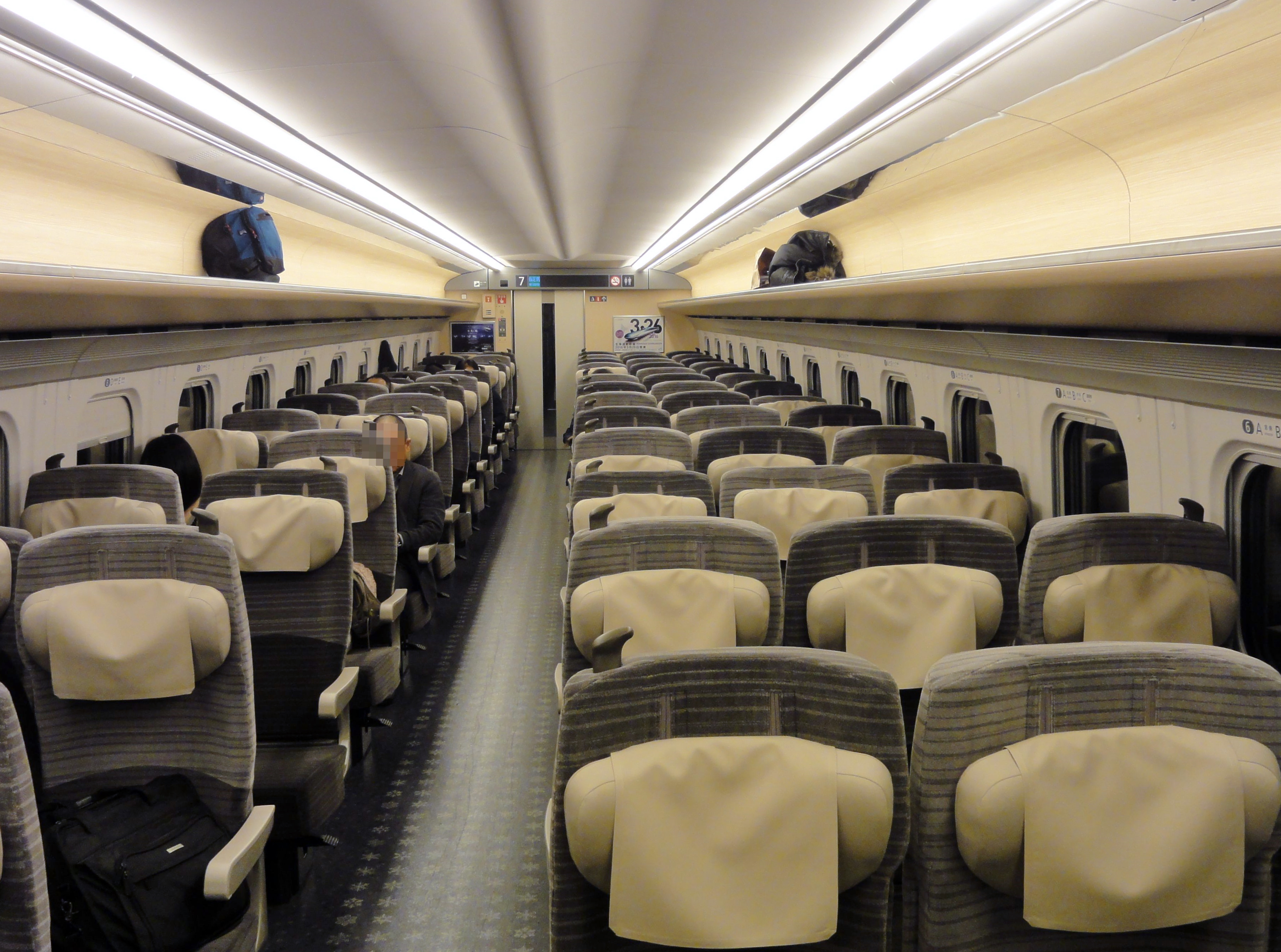
Nội thất toa hạng phổ thông (toa số 7) vào tháng 4 năm 2016

## Văn hóa đại chúng
Dòng E5 và H5 series cùng xuất hiện trong bộ anime Shinkansen Henkei Robo Shinkalion với tên gọi lần lượt là “Shinkalion E5 Hayabusa” và “Shinkalion H5 Hayabusa”. Cả hai dòng tàu cao tốc này đều có mặt trong tất cả các phần của loạt phim cho đến hiện tại.
Dòng E5 series cũng xuất hiện trong bộ phim Chuyến tàu viên đạn kinh hoàng.